# Капінгамарангі

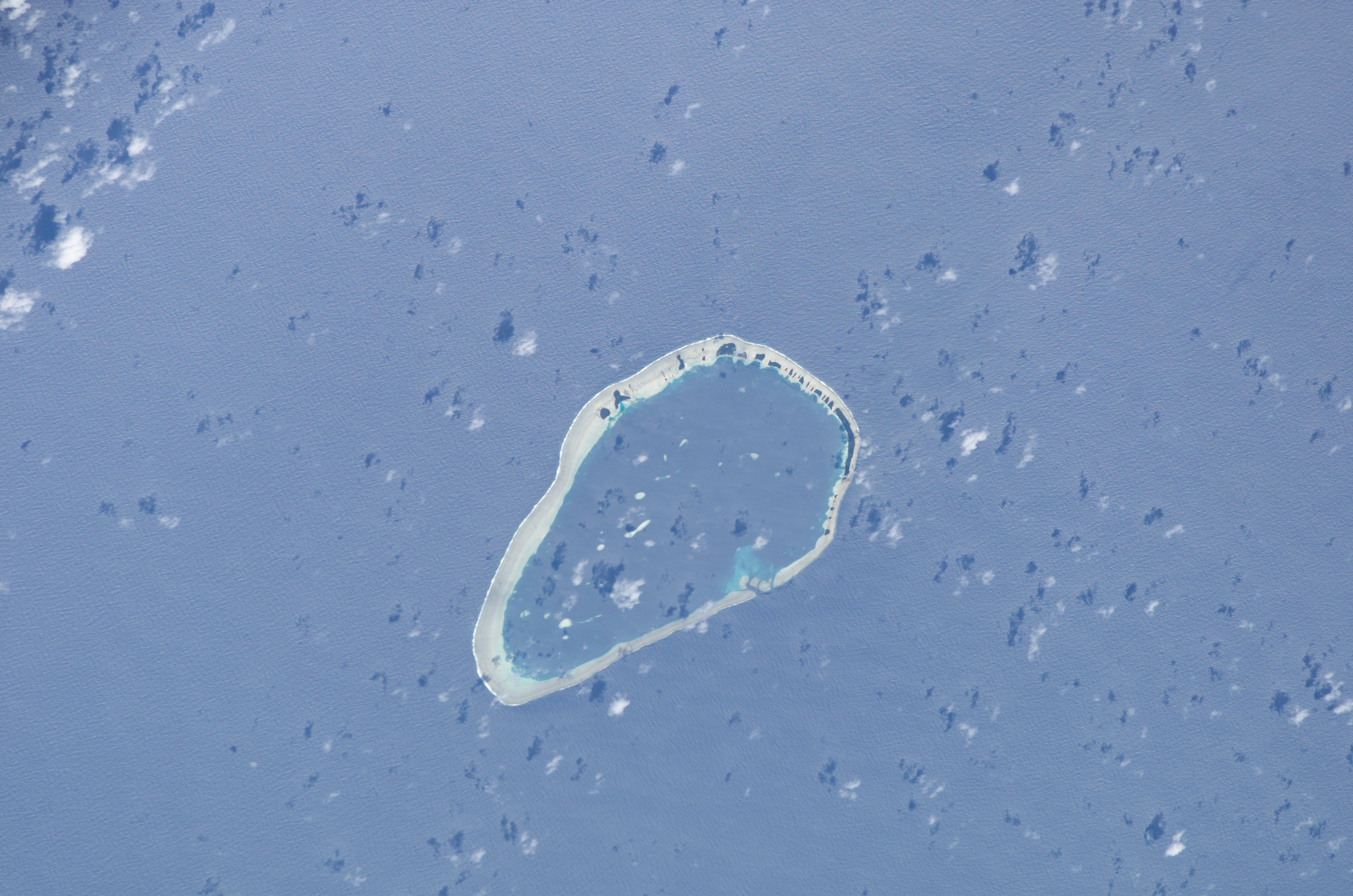
Капінгамарангі з МКС

Капінгамарангі (англ. Kapingamarangi) — атол в штаті Понпеї Федеративних Штатів Мікронезії.

## Географія
Є найпівденнішим з Каролінських островів. Атол розташований в штаті Понпеї. Площа — 1,1 км². Розташовується за 300 км від наступного південного атолу штату (Нукуоро), та за 740 км від головного острова штату Понпеї. Максимальна висота над рівнем моря-3 метри(ризик затоплення в результаті глобального потепління)
| №  | Моту                        | Площа, Га |
| -- | --------------------------- | --------- |
| 1  | Торонгахаї (Torongahai)     | 7,89      |
| 2  | Рінгуторі (Ringutori)       | 10,8      |
| 3  | Рікуману (Rikumanu)         | 0,36      |
| 4  | Туруаіму (Turuaimu)         | 0,81      |
| 5  | Пепейо (Pepeio)             | 0,28      |
| 6  | Нунакіта (Nunakita)         | 5,75      |
| 7  | Хукуніу (Hukuniu)           | 0,36      |
| 8  | Паракахі (Parakahi)         | 1,25      |
| 9  | Веруа (Werua)               | 16,75     |
| 10 | Тохоу (Tohou)               | 3,72      |
| 11 | Тарінга (Taringa)           | 5,02      |
| 12 | Рунгурунгу (Pungupungu)     | 0,16      |
| 13 | Матіро (Matiro)             | 4,17      |
| 14 | Матукетуке (Matuketuke)     | 0,40      |
| 15 | Рамоту (Ramotu)             | 1,42      |
| 16 | Сакенге (Sakenge)           | 0,93      |
| 17 | Матавхеі (Matawhei)         | 0,28      |
| 18 | Хукухенуа (Hukuhenua)       | 2,02      |
| 19 | Хепепа (Hepepa)             | 0,93      |
| 20 | Тірає (Tipae)               | 0,65      |
| 21 | Тетау (Tetau)               | 3,16      |
| 22 | Нікухату (Nikuhatu)         | 0,93      |
| 23 | Такаіронго (Takairongo)     | 1,58      |
| 24 | Тангавака (Tangawaka)       | 2,83      |
| 25 | Харе (Hare)                 | 32,17     |
| 26 | Херокоро (Herokoro)         | 1,54      |
| 27 | Тіракау (Tirakau)           | 0,73      |
| 28 | Таріха (Tariha)             | 0,89      |
| 29 | Тіаху (Tiahu)               | 0,24      |
| 30 | Токонго (Tokongo)           | 0,73      |
| 31 | Тіракауме (Tirakaume)       | 0,53      |
| 32 | Пуматахаті (Pumatahati)     | 2,55      |
| 33 | Матукерекере (Matukerekere) | 0,013     |

## Населення
Населення — близько 500 чоловік (за підсумками перепису 2007), кілька сотень представників однойменного народу живуть в селі Поракід. Мова — полінезійська.(як і представники ще одного атолу в складі ФШМ-Нукуоро є єдиними полінезійськими етносами)
Населення зосередженого на островах Тохоу і Веруа, а також на острові Тарінга(інші острови використовуються для овочівництва і садівництва.

## Економіка
Основний промисел — риболовля.Вирощують таро, овочі і фрукти. З домашніх тварин популярні свині і кури.

## Історія
Згідно з місцевою легендою, заселений 600—700 років тому вихідцями з островів Елліс(тепер держава Тувалу), можливо з самоанськими незначною групою переселенців. Після прибуття, переселенці зустріли на островах невелику групу вихідців з островів Мортлок, мікронезійців, які(не були постійними жителями) були згодом асимільовані полінезійцями. Відкритий атол ймовірніше експедицією іспанця Ернандо Гріхальви 1537 року.[джерело?]
| Острів | Це незавершена стаття про острів, чи острови. Ви можете допомогти проєкту, виправивши або дописавши її. |